# جمعیت‌شناسی گروه‌های قومی قزاقستان

جمعیت‌شناسی گروه‌های قومی قزاقستان (انگلیسی: Ethnic demography of Kazakhstan) به بررسی اقوام موجود در کشور قزاقستان می‌پردازد. قزاقستان یک کشور چند ملیتی است که در آن گروه قومی بومی، قزاق‌ها، اکثریت جمعیت را تشکیل می‌دهند. بر طبق سرشماری سال ۲۰۱۶، در قزاقستان دو گروه قومی غالب وجود دارد: قومی قزاقستان (۶۶٫۴۸٪) و روس‌های قومی (۶۱٫۲۰٪) با مجموعه ای گسترده از گروه‌های دیگر، از جمله اوکراین، ازبک‌ها، آلمانی‌ها، تاتارها، اویغورها، کره ای‌ها و ترک‌های مسختی.